# Solanum vespertilio
La rejalgadera o Solanum vespertilio es una especie de planta fanerógama perteneciente a la familia de las solanáceas.

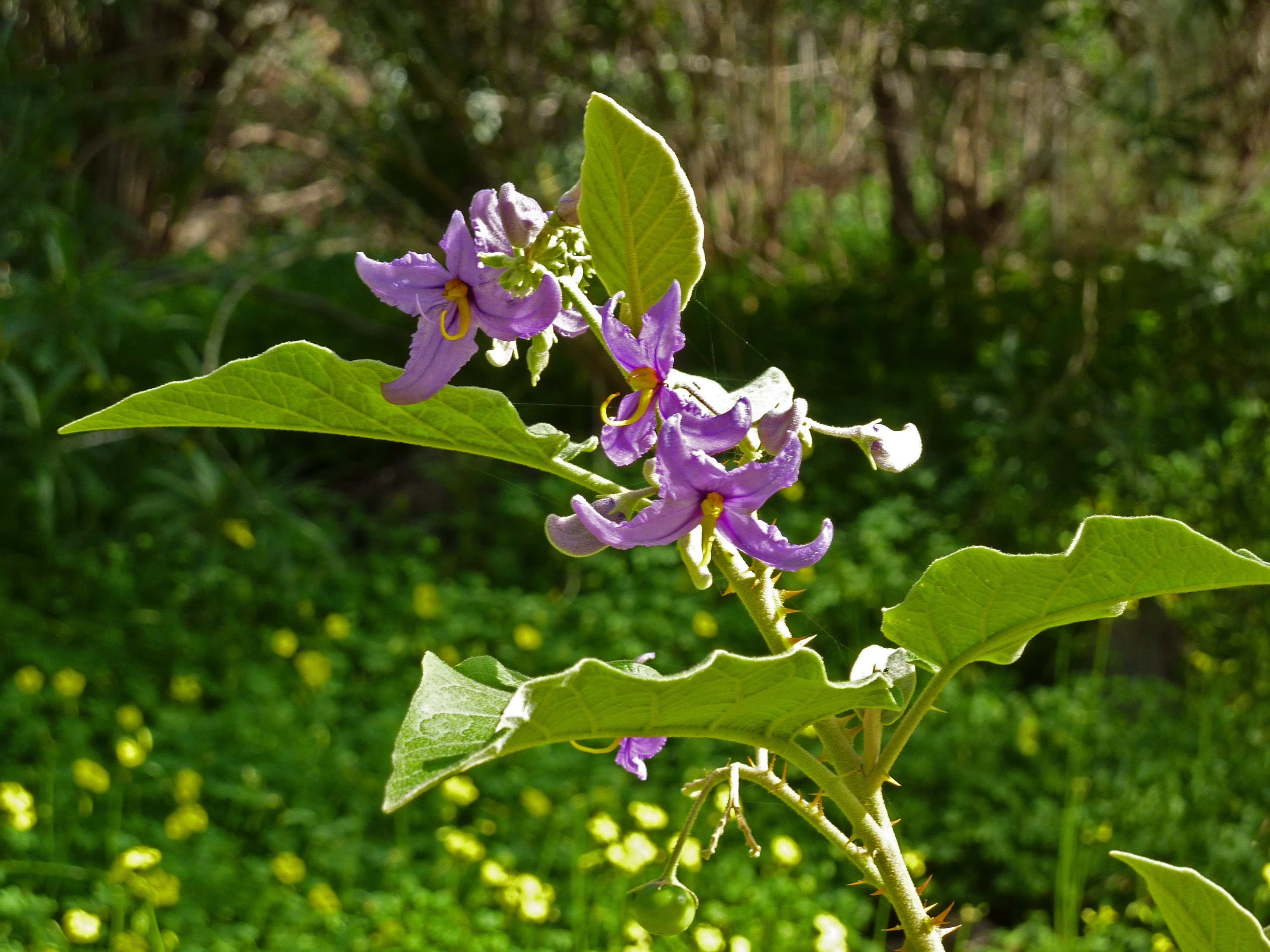
Flores

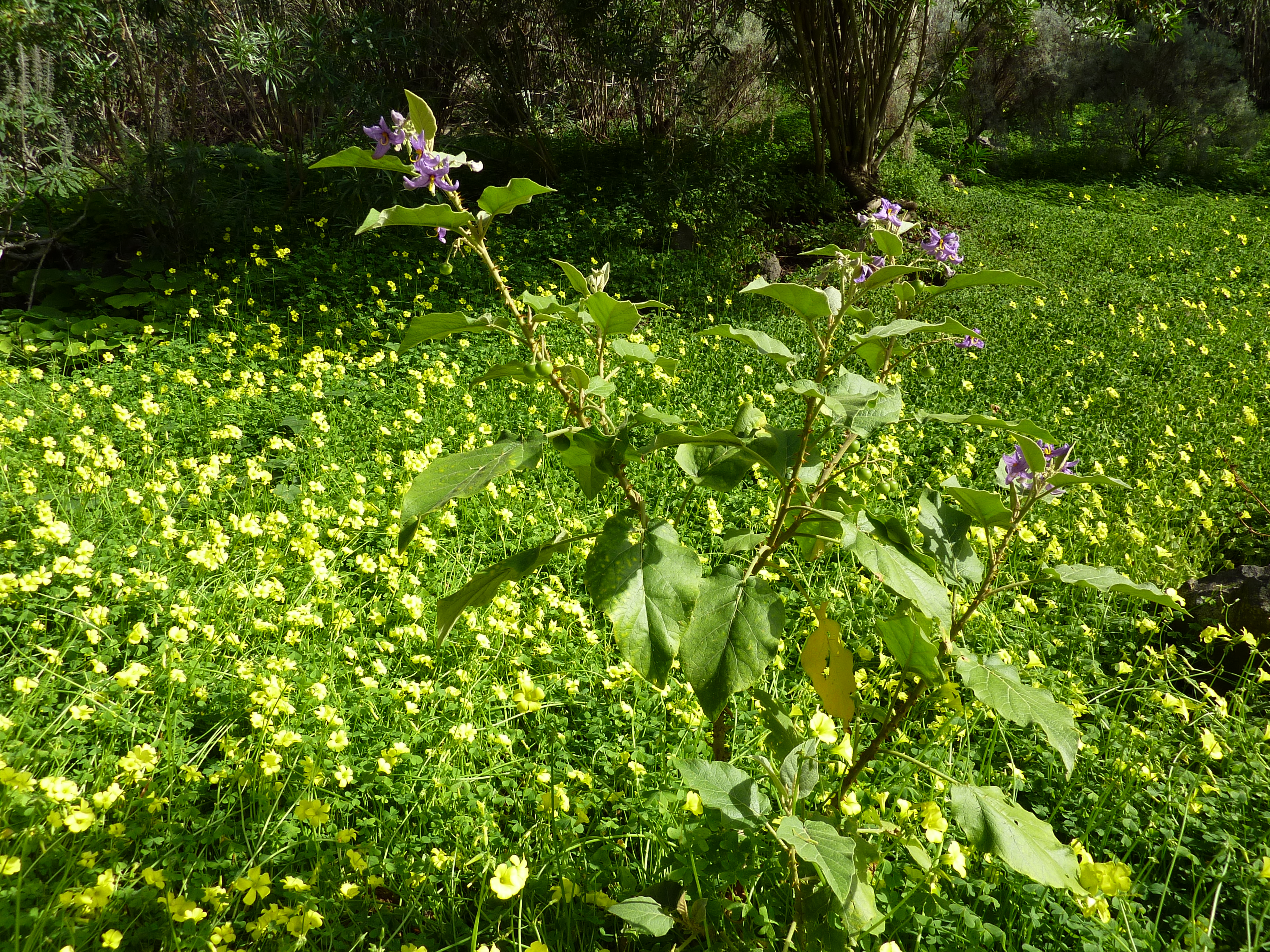
En el Jardín Botánico Viera y Clavijo

## Distribución
Es un endemismo de la isla de Tenerife y Gran Canaria. En esta última se encuentra la Rejalgadera de Doramas,Solanum vespertilio subsp. doramae.

## Descripción
Solanum vespertilio es una especie de la que se diferencian la ssp. vespertilio, endémica de Tenerife y la ssp. doramae Marrero Rodr. & González-Martín, endémica de Gran Canaria. Se trata de un arbusto que puede alcanzar el metro y medio de altura, con tallos y peciolos con numerosas espinas. Las hojas son ovadas u ovado-romboidales y las flores poseen pétalos de color azul-morado. Los frutos son bayas carnosas, globosas, de unos 1,5 cm de diámetro y color anaranjado al madurar.

## Taxonomía
Solanum vespertilio fue descrita por William Aiton y publicado en Hortus Kewensis; or, a catalogue . . . 1: 252. 1789.
Etimología
Solanum: nombre genérico que deriva del vocablo Latíno equivalente al Griego στρνχνος (strychnos) para designar el Solanum nigrum (la "Hierba mora") —y probablemente otras especies del género, incluida la berenjena— , ya empleado por Plinio el Viejo en su Historia naturalis (21, 177 y 27, 132) y, antes, por Aulus Cornelius Celsus en De Re Medica (II, 33). Podría ser relacionado con el Latín sol. -is, "el sol", debido a que la planta sería propia de sitios algo soleados.
vespertilio: epíteto La palabra en latín significa "Murciélago". 